# Bugnières
Bugnières é uma comuna francesa na região administrativa de Grande Leste, no departamento de Haute-Marne. Estende-se por uma área de 18,29 km². Em 2010 a comuna tinha 159 habitantes (densidade: 8,7 hab./km²).